# Mausoleum van Galla Placidia

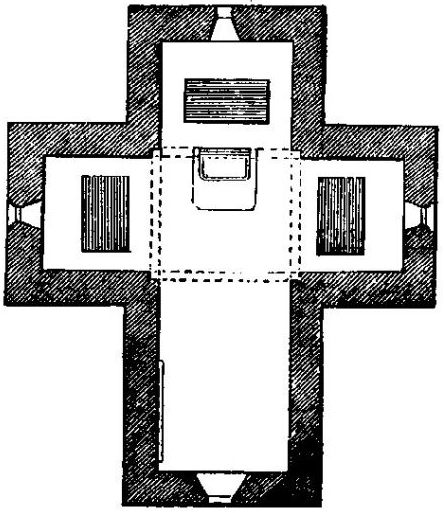
Plattegrond van het mausoleum

Het Mausoleum van Galla Placidia (Italiaans: Mausoleo di Galla Placidia) is een beroemd mausoleum in Ravenna, Italië. Het werd in het jaar 425 gebouwd door de Romeinse keizerin Galla Placidia.

## Ontstaansgeschiedenis van het mausoleum
Galla Placidia liet tijdens haar verblijf in Ravenna, waarschijnlijk tussen 416 en 421, toen haar rol aan het hof groot was, de Santa Croce bouwen. Deze kerk die de vorm had van een Latijns kruis, bestaat nu niet meer. Het mausoleum werd tussen 425 en 426, eveneens in opdracht van Galla Placidia, gebouwd naast de Santa Croce en was hiermee via een narthex verbonden.
De wens om in de dood Christus en de heiligen nabij te zijn was in de vroegchristelijke tijd reden om een mausoleum met een kerk te verbinden. Galla liet het mausoleum bouwen als stijlvolle laatste rustplaats voor haar reeds overleden tweede man en broer. Haar bedoeling was hier zelf later ook bijgezet te worden. De kerk en het mausoleum lagen waarschijnlijk in één lijn. De kruisvorm van het mausoleum herhaalde de kruisvorm van de kerk.

## Buitenkant
De sobere buitenkant van het mausoleum is gemaakt van rode baksteen. Dit materiaal was gebruikelijk voor de meeste kerken in Ravenna, omdat het nu eenmaal voorhanden was. De enige decoratie aan de buitenkant bestaat uit een serie blinde arcaden die om het gehele monument lopen. Het niveau van het terrein rond het mausoleum is in de loop van de tijd gestegen. Hierdoor lijkt het alsof de constructie een aantal meters gezakt is. De plint waarop het gebouw stond en waaruit de arcaden oprezen is zelfs volledig verdwenen. De proporties van het gebouw zijn dus in de loop van de tijd veranderd. De pilasters zijn korter geworden waardoor het gebouw zwaarder en plomper aandoet dan oorspronkelijk bedoeld. Het mausoleum heeft een vierkante toren met een schuin dak. Ook de lagere gedeelten hebben een schuin dak waardoor er een soort timpanen ontstaan. Verder zijn er 14 kleine ramen aanwezig die zorgen voor de lichtinval.
De plattegrond heeft de vorm van een Latijns kruis. Dit wil zeggen dat de voorste arm wat langer is dan de andere twee. De kruisvormige plattegrond voor religieuze gebouwen is een schepping van de christelijke oudheid. Deze vorm heeft naast een monumentale en esthetische ook een symbolische betekenis. Het kruis staat symbool voor Christus. De koepel die aan de buitenkant gemaskeerd wordt door het schuine dak, is hier wel degelijk rond. Hij werd geconstrueerd uit concentrische cirkels gemaakt van lege amphorae om het geheel lichter te maken. De koepel wordt geflankeerd door vier tongewelven. De druk van deze tongewelven wordt deels opgevangen door de arcaden aan de buitenzijde die dus niet louter decoratief blijken te zijn.

## Binnenkant

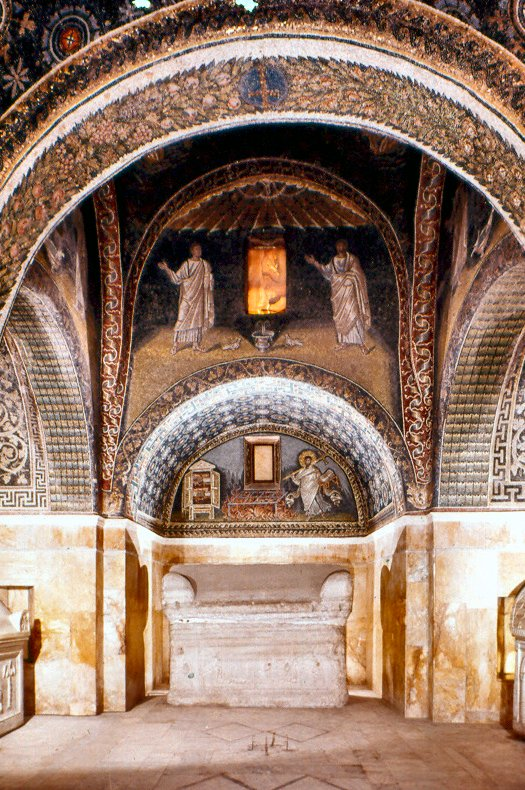
Interieur

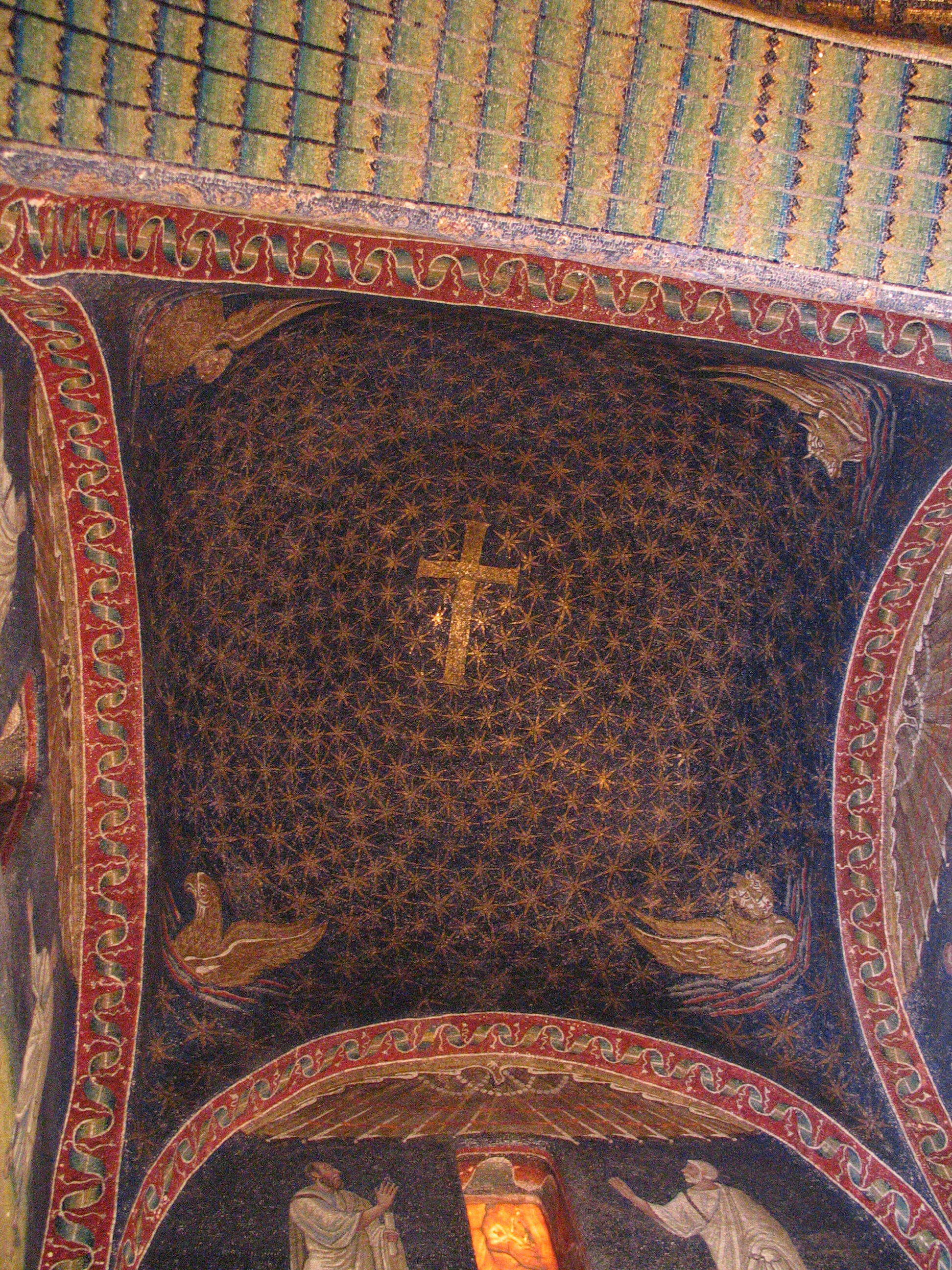
Mozaïek in de koepel

De sobere buitenkant van het mausoleum staat in scherp contrast met de binnenkant. Aan de binnenkant kun je goed zien dat het gebouw bedoeld was als een funeraire kapel. Het bewijs hiervoor vormen drie sarcofagen, uit dezelfde tijd als het gebouw, die perfect in het interieur passen.
Het interieur is in te delen in twee zones. De onderste muurzone is bedekt met geel Sienees marmer. De ramen zijn in 1908 bedekt met albast. De zone hierboven is geheel bedekt met mozaïeken van hoge kwaliteit waarin de kleur blauw de boventoon voert. Door het albast voor de ramen valt het licht zacht op de mozaïeken en wordt een bepaalde sfeer gecreëerd. De mozaïeken sluiten thematisch aan bij het funeraire karakter van het gebouw. Het belangrijkste thema en motief is dat van de goede herder die de zielen redding brengt. Alle andere mozaïeken in het decoratieve schema zijn gegroepeerd rond dit centrale thema. Het mozaïek dat de tongewelven boven de armen en de binnenkant van de koepel bedekt, is haast illusionistisch. Het lijkt door dit mozaïek alsof de ruimte groter is.

### Mozaïeken
Hieronder volgt een bespreking van de belangrijkste mozaïeken:
- Lunet boven de ingang. In de lunet boven de ingang bevindt zich een mozaïek met Christus afgebeeld als de goede herder. Dit mozaïek moet wel gemaakt zijn met het funeraire doel van dit gebouw in gedachten. Christus zit op een steen in een rotsachtig landschap. De staf van de herder is hier vervangen door een kruis. De kudde schapen, met andere woorden de mens, wendt zich naar dit kruis toe op zoek naar leiding en bescherming. De weergave van het gezicht van Christus, de idealisatie van het landschap en de decoratie op het gewelf wat ons als het ware naar deze afbeelding leidt, laat hellenistische invloeden zien.
- Lunet tegenover de ingang. In deze lunet is Sint Laurentius te zien, een heilige die in Ravenna zeer vereerd werd. Links zien we een boekenkast met de vier evangeliën, in het midden het rooster waarop Laurentius levend geroosterd werd en rechts de heilige zelf met zijn attributen het processiekruis en het boek met de psalmen.

Laurentius kreeg van paus Sixtus II opdracht de kerkschatten onder de armen en zieken te verdelen. Nauwelijks had hij dit gedaan, of de Romeinse prefect beval hem de schatten aan hem af te staan. Hierop wees Laurentius op de armen en zieken en zei: ‘Hier zijn de kerkschatten’. Hiervoor werd hij ertoe veroordeeld levend geroosterd te worden.
Dit moet een belangrijk lunet zijn geweest. Het is meteen zichtbaar bij binnenkomst en bevindt zich boven de sarcofaag bestemd voor Galla Placidia.
- Lunetten oost- en westzijde. De lunetten boven de dwarsarmen bevatten twee bijna identieke afbeeldingen van drinkende herten tussen acanthusranken. De herten staan hier symbool voor de ziel die zijn dorst lest aan de bron van goddelijke waarheid. In de gewelven boven deze lunetten is het symbool van Christus terug te vinden, het chi/rho-symbool met de alfa en omega. Dit staat voor de oneindigheid van Christus en zijn verwachte terugkeer aan het einde der tijden. Christus is het begin en het einde van alle dingen. Dit symbool wordt in beide gewelven geflankeerd door twee mannen, waarschijnlijk profeten (zij hebben een boekrol in handen).
- Tamboer. De tamboer bestaat uit vier lunetten. Op elke lunet zijn telkens twee mannen afgebeeld. Dit zijn acht apostelen. Allen zijn zij gekleed in tunica en pallium en houden zij hun rechterhand op alsof zij willen spreken. Een van de apostelen is met zekerheid te identificeren, namelijk Petrus. Hij een sleutel in zijn linkerhand. Een andere apostel die geïdentificeerd kan worden is Paulus. Tussen twee apostelen zijn steeds twee drinkende duiven afgebeeld. Dit is een veelvoorkomend motief in klassieke kunst. Hier heeft het echter een christelijke betekenis, namelijk: zij die drinken uit de fontein van Waarheid en Leven zullen nooit meer dorstig zijn. De duiven symboliseren hier de goede christenen, het water het eeuwige leven. Boven de apostelen zien we een schelpvorm.
- Tongewelven. Het tongewelf dat leidt naar het mozaïek met Christus als goede herder kent hellenistische invloeden. Het lijkt haast op een wandtapijt. Het tegenoverliggende gewelf heeft hetzelfde patroon. In de andere gewelven zijn onder meer wijnranken te zien. Deze staan voor Christus en de onsterfelijkheid. In het evangelie volgens Johannes staat onder meer ‘Ik ben de wijnrank, jullie de takken’. De randen zijn ook afgezet met allerlei patronen, waaronder een geometrisch patroon.
- Koepel. Hier wordt een illusie van een nachtelijke lucht gecreëerd. Meer dan 800 sterren zijn in cirkels weergegeven rond een Latijns kruis op een indigoblauwe achtergrond. Hoe dichter bij het kruis, hoe kleiner de sterren. Zo wordt perspectief gesuggereerd. In de hoeken zijn in goud de symbolen van de vier evangelisten te zien; de gevleugelde leeuw (Marcus), de mens (Matteüs), adelaar (Johannes) en de gevleugelde os (Lukas).

### Sarcofagen
Zoals al vermeld bevinden zich in het mausoleum ook drie antieke sarcofagen. De onversierde sarcofaag tegenover de ingang was bedoeld voor het lichaam van Galla Placidia zelf. Deze sarcofaag is de belangrijkste van de drie. Dat is te zien aan de afmetingen en aan de plaatsing. Waarschijnlijk is de kist onversierd gebleven doordat Galla Placidia stierf in Rome.
De versieringen van de andere sarcofagen hangen thematisch samen met de mozaïeken.
De sarcofaag in de linkerarm is die van Constantius III. Op de voorkant van deze sarcofaag zien we het goddelijk lam staand op een berg waaruit vier rivieren ontspringen afgebeeld. Het lam staat symbool voor Christus, de rivieren symboliseren de evangeliën. Rond de kop van het lam en op de deksel is een aantal keer het Christusmonogram afgebeeld. Het Christuslam wordt geflankeerd door twee andere lammeren, Paulus en Petrus. Op de zijkant zien we twee duiven die drinken uit een fontein in de vorm van een vaas. Zowel de duiven als de lammeren hebben we eerder gezien in de mozaïeken.
In de rechterarm bevindt zich de sarcofaag van Honorius. Sommige onderzoekers gaan er echter van uit dat dit de sarcofaag voor Galla's zoon Valentianus was. De voorkant van de sarcofaag wordt door zuilen in drie tempelachtige secties gedeeld.. Het middelste deel laat weer het goddelijk lam op de paradijsberg met de vier ontspringende rivieren zien. Op de achtergrond is een kruis zichtbaar waarop twee duiven zijn neergestreken. Zij symboliseren de zielen. De twee buitenste secties laten een kruis zien. Boven dit kruis is weer de eerder vermelde mystieke schelp te zien. Op de zijkanten zijn weer drinkende duiven te vinden, terwijl op de linkerlunet van de deksel weer twee lammeren te zien zijn. De linker lunet bevat een Christusmonogram. Waarschijnlijk zijn niet alle decoraties tegelijkertijd gemaakt. Dit is af te leiden uit de doorbreking van en het gebrek aan symmetrie op de zijkanten van de deksel.
Het gehele decoratieprogramma van het mausoleum is op elkaar afgestemd. Alles, van het grondplan tot aan de mozaïeken en de decoraties op de sarcofagen, draait om het kruis. Met het kruis is verlossing verbonden. Dit wordt weergegeven door de aanwezigheid van Christus als goede herder en als het Lam Gods. Het kruis en de sterren in de koepel zijn voortekenen van en symbolen voor het eeuwige leven.